# 凤翼镇
凤翼镇，是中华人民共和国河南省洛陽市洛宁县下辖的一个乡镇级行政单位。
原为城郊乡，2024年12月30日撤销城郊乡，设立凤翼镇。

## 行政区划
凤翼镇下辖以下地区：
崖底村、余粮村、坞西村、坞南村、张坡村、坞东村、寨沟村、么沟村、经局村、王协村、吴村、寨礼村、余庄村、溪村、庄上村、冀庄村、崛西村、崛东村、冯庄村、温庄村和苍龙村。